# Anders Møller (atlet)
 For alternative betydninger, se Anders Møller. (Se også artikler, som begynder med Anders Møller)
Anders Møller (født 5. september 1977 i Aalborg) er en tidligere dansk atlet medlem af Sparta Atletik. Han startede i Aalborg AM og kom i 1998 til Aarhus 1900. Han skiftede statsborgskab 30. august 2020 til svensk og efternavn til Möller.
Anders Møllers primære disciplin er trespring, hvor han fra sluningen af 1990'erne frem til i dag har markeret sig som en af Danmarks bedste med flere danske rekorder og en række af danske mesterskaber, senest 2010. Han blev den første dansker at springe over 17 meter, da han indendørs i Malmø sprang 17,01 i 2006. Han var i VM finalen i 2005. Han har også vundet to danske mesterskaber i højdespring; 1998 og 2001. Han havde faktisk lagt pigskoene på hylden og slået sig på trænergerningen. Men han kvalifiserede sig til IEM 2011, hvor han blev nummer seks med 16,72. Han deltog ikke kun som udøver men også som træner for Morten Jensen og træner også Erica Jarder og Martha Traore. 
Ved DM 2011 satte han en ny dansk rekord på 16,88 meter og kvalificerede sig dermed til et VM i Daegu, hvor han nåede en 22.plads med 16,14.
Anders Møllers tidligere træner var Lars Nielsen.
Anders Møller blev far til tvillinger i 2009.

## Danske rekorder
Seniorrekorder
- Trespring 16,88 7. august 2011

Seniorrekorder indendørs
- Trespring inde 17,01 12. februar 2006